# Lohrbach (Aubach)
Der Lohrbach ist ein rechter Nebenfluss des Aubaches in den Landkreisen Aschaffenburg und Main-Spessart im bayerischen Spessart.

## Geographie

### Verlauf
Der Lohrbach entspringt auf einer Höhe von 416 m ü. NHN am südlichen Ortsrand von Heinrichsthal und verläuft an der Kreisstraße AB 7 nach Süden. Er fließt am Rande des Heinrichsthaler Forstes durch die zwei Weiler Ober- und Unterlohrgrund, wo er durch den Lohrborn verstärkt wird. Danach überquert er die Grenze zur Gemeinde Heigenbrücken.
Der Lohrbach nimmt darauf den vom Ortsteil Jakobsthal herabfließenden Hasselbach auf und knickt am Höhenzug der Eselshöhe in südwestliche Richtung ab. Von dort ab begleitet die Kreisstraße AB 23 den Lohrbach. Vor Heigenbrücken erreicht er das Naturschutzgebiet Spessartwiesen. Im Ort führt die Staatsstraße 2317 ins Tal, die dem Lohrbach bis zu seiner Mündung folgt. An den rechten Berghängen trat bis 2017 die Trasse der Main-Spessart-Bahn aus dem Schwarzkopftunnel zutage, die heute durch den Falkenbergtunnel führt und weiter westlich das Lohrbachtal erreicht. In der Ortsmitte von Heigenbrücken mündet dem Lohrbach der Kurze Lohrbach zu. Hinter dem Dorf überquert er die Grenze zum Landkreis Main-Spessart und der Lohrbach gelangt auf das Gemeindegebiet von Neuhütten.
Dort führt der Kahltal-Spessart-Radweg über den Bach und ihm fließt der Kaltengrundbach aus dem Kalten Grund von Süden zu. Kurz darauf knickt er nach Nordosten ab, nimmt den Grimmenwiesenbach auf und unterquert ein Viadukt der Main-Spessart-Bahn. In der Nähe vom Wiesthaler Ortsteil Krommenthal fließt er auf 226 m ü. NHN von rechts in den aus Wiesen kommenden Aubach.
In einigen Karten gilt der Lohrbach als rechter Quellfluss der Lohr. Der Aubach wird dort als dessen Zufluss angesehen. Der Lohrbach ist zu unterscheiden vom gleichnamigen Lohrbach aus Lohrhaupten, dem linken und offiziellen Quellbach der Lohr.

### Zuflüsse
- Hasselbach (rechts), Heigenbrücken, 310 m ü. NHN
- Kurzer Lohrbach (links), Heigenbrücken, 270 m ü. NHN
- Bächlesbach (links), Heigenbrücken, 255 m ü. NHN
- Kaltengrundbach (rechts), Neuhütten, 247 m ü. NHN
- Grimmenwiesenbach (rechts), Neuhütten, 239 m ü. NHN

### Flusssystem Lohr
- Liste der Fließgewässer im Flusssystem Lohr

## Geschichte

### Mühlen
- Oberlohrgrundmühle (Lohrmühle)
- Unterlohrgrundmühle (Schreinersmühle)
- Mühle in Heigenbrücken
- Maidelsmühle

Siehe hierzu auch die Liste von Mühlen im Kahlgrund.

## Bildergalerie
Der Lohrbach:

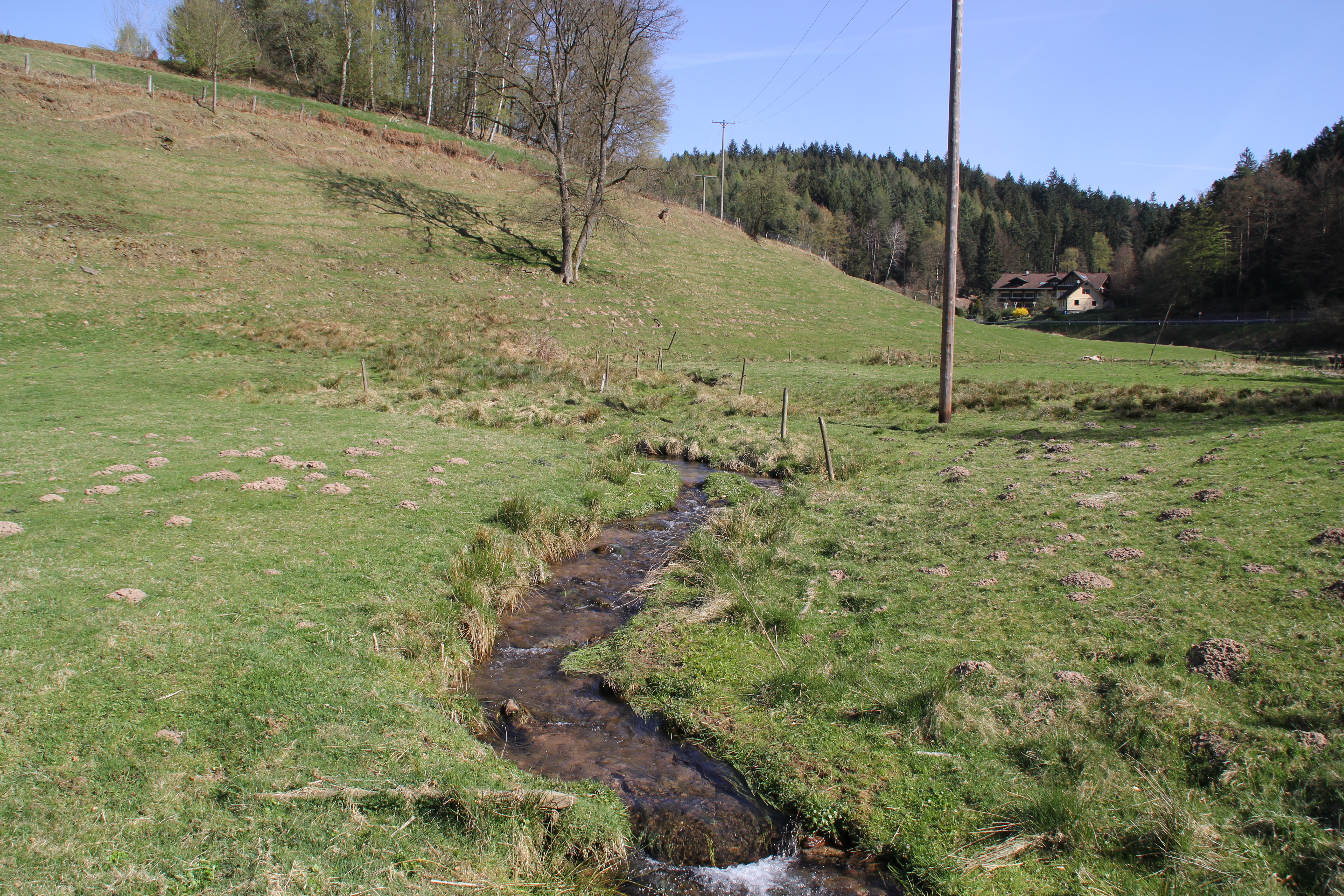
bei Oberlohrgrund
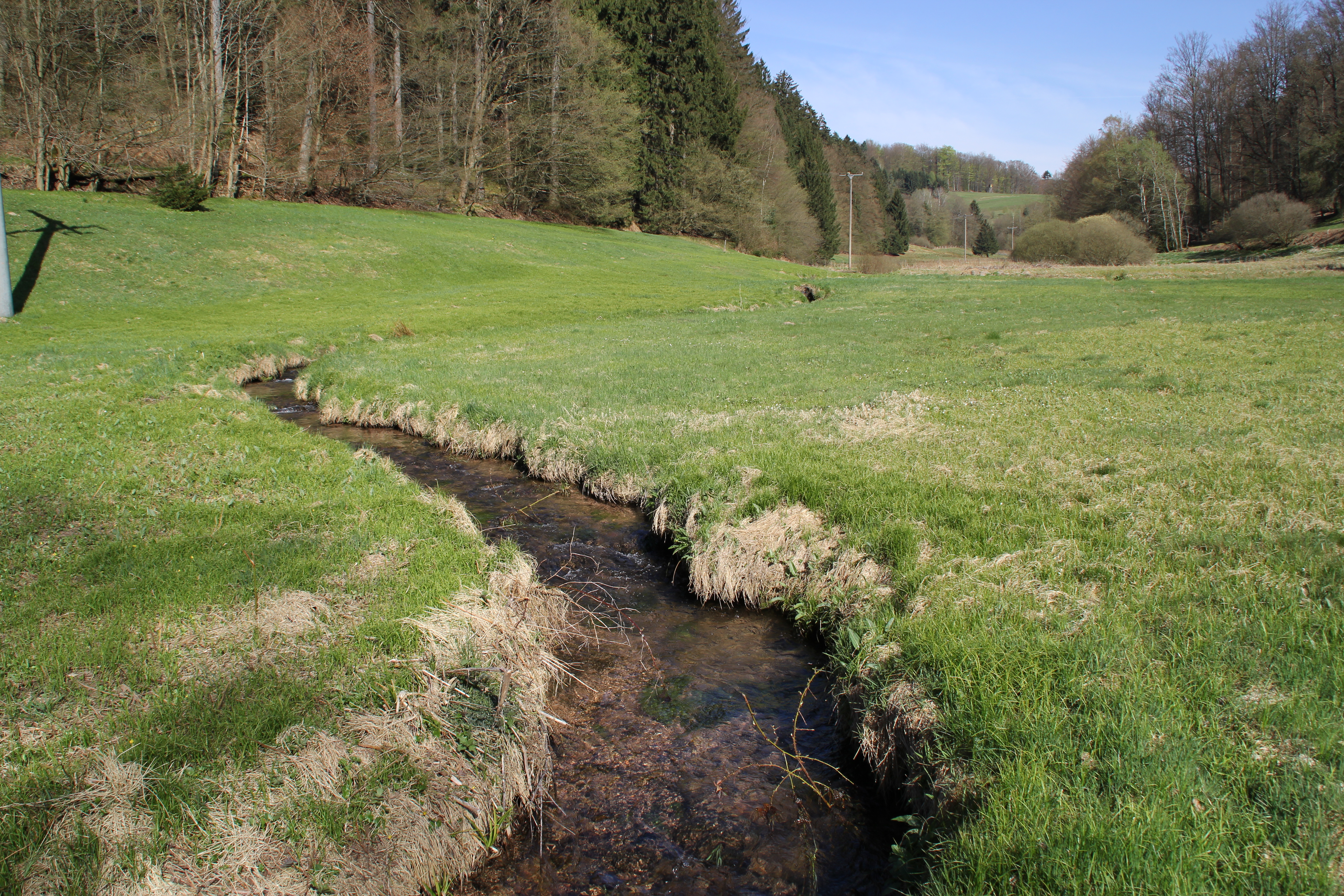
bei Unterlohrgrund
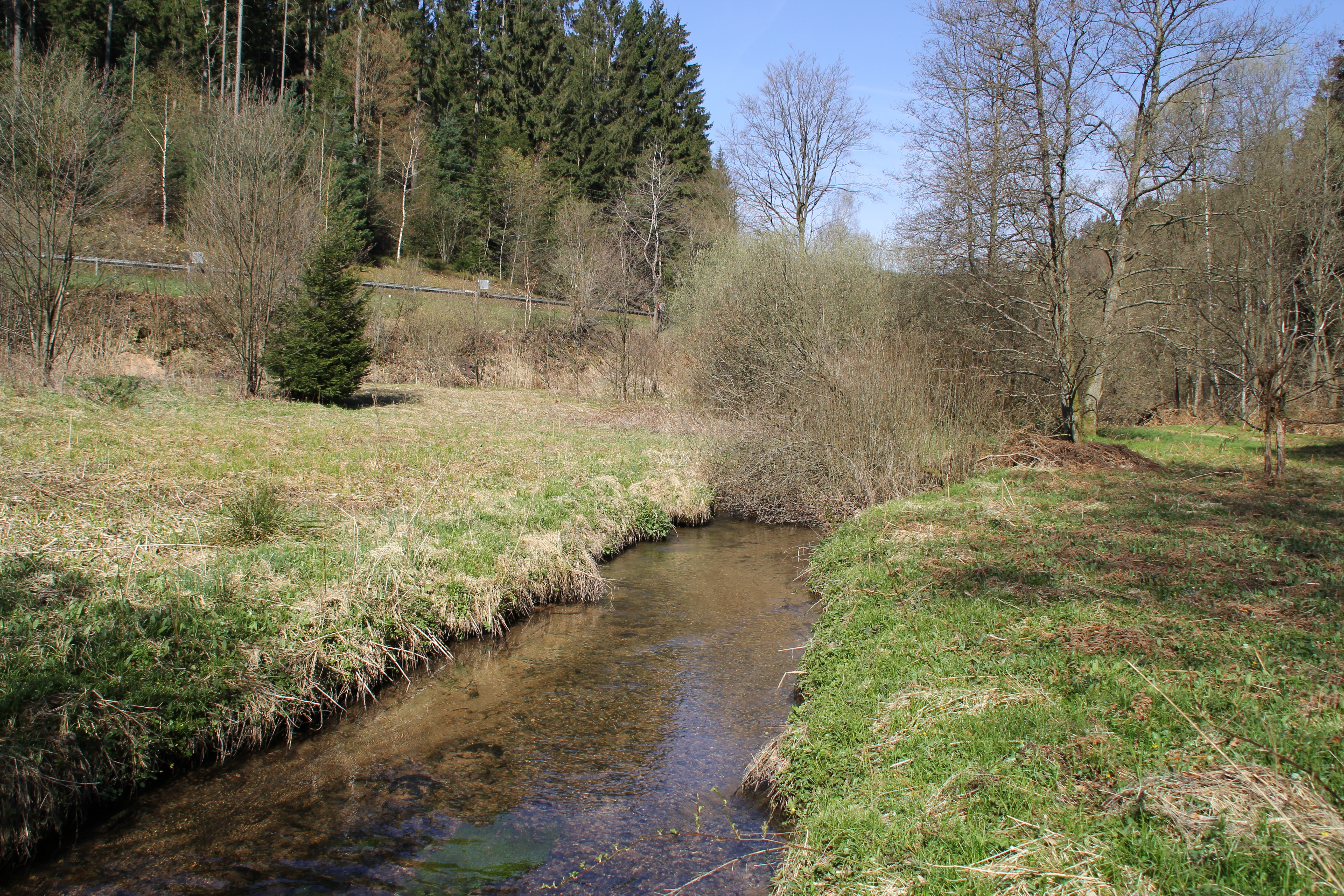
vor Heigenbrücken
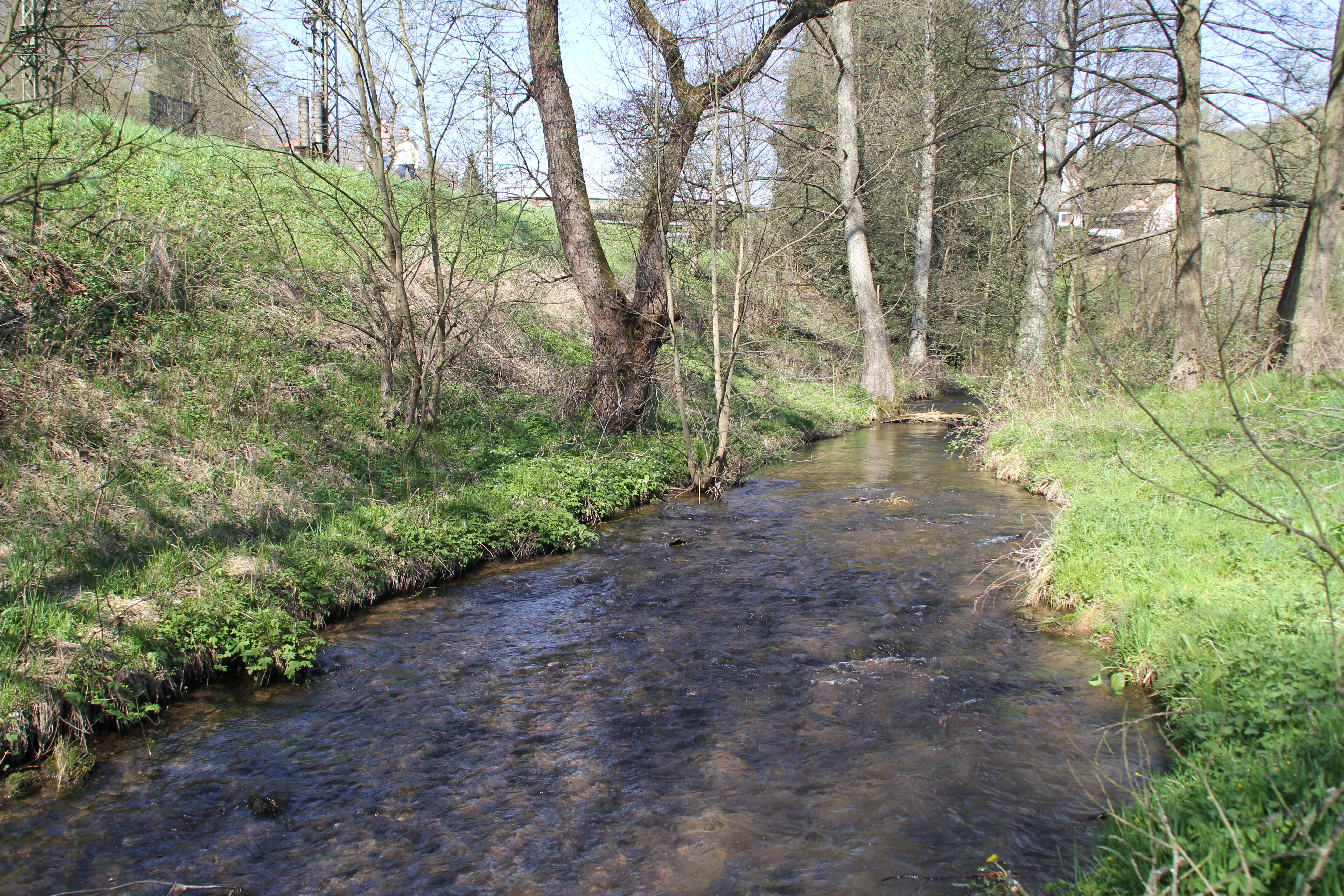
in Heigenbrücken